# Lijst van rijksmonumenten in Dreumel
De plaats Dreumel telt 9 inschrijvingen in het rijksmonumentenregister. Hieronder een overzicht.
| Object                   | Oorspronkelijke functie?  | Bouwjaar                               | Architect | Locatie                        | Coördinaten?                  | Nr.?   | Afbeelding        |
| ------------------------ | ------------------------- | -------------------------------------- | --------- | ------------------------------ | ----------------------------- | ------ | ----------------- |
| Hervormde Kerk           | Kerk en kerkonderdeel     | ca. 1500                               |           | Rooijsestraat bij 77           | 51° 50' 54" NB, 5° 25' 48" OL | 14069  | Meer afbeeldingen |
| Toren der Hervormde Kerk | Kerk en kerkonderdeel     | ca. 1300                               |           | Rooijsestraat bij 77           | 51° 50' 54" NB, 5° 25' 48" OL | 14070  | Meer afbeeldingen |
| De Kroondert             | Boerderij                 | ca. 1850                               |           | Vluchtheuvelstraat 2           | 51° 51' 8" NB, 5° 25' 43" OL  | 14072  | Meer afbeeldingen |
| Korenmolen van Dreumel   | Industrie- en poldermolen | 1845 (bouw) 1924 of eerder (verdwenen) |           | Rooijsestraat bij 93           | 51° 51' 7" NB, 5° 25' 56" OL  | 14074  | Meer afbeeldingen |
| T-vormige dijkboerderij  | Boerderij                 | 18e eeuw                               |           | Waaldijk 53                    | 51° 51' 56" NB, 5° 26' 28" OL | 14075  | Meer afbeeldingen |
| R.K kerk H. Barbara      | Kerk en kerkonderdeel     | 1868-1869                              |           | Rooijsestraat 63               | 51° 50' 54" NB, 5° 25' 48" OL | 523073 | Meer afbeeldingen |
| Pastorie                 | Kerkelijke dienstwoning   | 1922                                   |           | Rooijsestraat 65               | 51° 50' 54" NB, 5° 25' 48" OL | 523074 | Meer afbeeldingen |
| Heilig Hartbeeld         | Gedenkteken               | 1926                                   |           | Rooijsestraat 63               | 51° 50' 54" NB, 5° 25' 48" OL | 523075 | Meer afbeeldingen |
| Dijkmagazijn             | Opslag                    | derde kwart 19e eeuw                   |           | Vluchtheuvelstraat tegenover 8 | 51° 51' 11" NB, 5° 25' 36" OL | 523088 | Meer afbeeldingen |